# Едгар (Небраска)
Едгар (англ. Edgar) — місто (англ. city) в США, в окрузі Клей штату Небраска. Населення — 428 осіб (2020).

## Географія
Едгар розташований за координатами 40°22′6″ пн. ш. 97°58′16″ зх. д. / 40.36833° пн. ш. 97.97111° зх. д. (40.368263, -97.970973).  За даними Бюро перепису населення США в 2010 році місто мало площу 2,05 км², уся площа — суходіл.

## Демографія
Згідно з переписом 2010 року, у місті мешкало 498 осіб у 212 домогосподарствах у складі 120 родин. Густота населення становила 243 особи/км².  Було 256 помешкань (125/км²).
Расовий склад населення:
| - 97,6 % — білих - 0,2 % — корінних американців - 1,4 % — осіб інших рас |

До двох чи більше рас належало 0,8 %. Частка іспаномовних становила 2,6 % від усіх жителів.
За віковим діапазоном населення розподілялося таким чином: 22,5 % — особи молодші 18 років, 51,6 % — особи у віці 18—64 років, 25,9 % — особи у віці 65 років та старші. Медіана віку мешканця становила 44,0 року. На 100 осіб жіночої статі у місті припадало 100,0 чоловіків;  на 100 жінок у віці від 18 років та старших — 95,9 чоловіків також старших 18 років.
Середній дохід на одне домашнє господарство  становив 51 152 долари США (медіана — 37 500), а середній дохід на одну сім'ю — 56 537 доларів (медіана — 47 500). Медіана доходів становила 53 523 долари для чоловіків та 29 688 доларів для жінок. За межею бідності перебувало 16,9 % осіб, у тому числі 18,8 % дітей у віці до 18 років та 9,2 % осіб у віці 65 років та старших.
Цивільне працевлаштоване населення становило 199 осіб. Основні галузі зайнятості: освіта, охорона здоров'я та соціальна допомога — 30,2 %, сільське господарство, лісництво, риболовля — 13,6 %, будівництво — 11,6 %.